# Dirck Cornelisz. Houthaeck
Dirck Cornelisz. Houthaeck (1597 – 1658) was een Nederlandse uitgever, boekbinder, boekverkoper, toneelspeler en bierbeschooier gevestigd op de Nieuwezijds Kolk te Amsterdam.  

## Leven en werk
Dirck Cornelisz. Houthaeck werd in 1597 geboren als zoon van Cornelis Huijberts en Anna Hendrickx. Op 3 april 1621 trouwde hij op 24-jarige leeftijd met Grietje Gerrits (1593 – 1667), samen kregen zij in totaal vijf kinderen. Op 1 december datzelfde jaar trad hij toe tot het gilde van boekverkopers als boekbinder, hoewel hij vanaf 1631 ook boeken uitgaf en vooral bekend kwam te staan om zijn uitgaven van toneelstukken. Ook leverde hij boeken, pen, inkt en bier aan de Stadsschouwburg Amsterdam. Zijn zonen Cornelis Dircksz Houthaeck, Tymon Houthaeck en Hendrick Dircksz Houthaeck volgden hem op in het boekenvak. 
Dirck Cornelisz Houthaeck was actief als uitgever tussen 1631 en 1657. Houthaeck gaf in deze periode de toneelstukken en treurspelen opgevoerd in de stadsschouwburg uit. Zijn uitgaven variëren van bekende werken van Joost van den Vondel en Gerbrand Adriaenszoon Bredero tot vertalingen van Sophocles en Ovidius. Houthaeck gaf ook veel heruitgaven van toneelstukken uit. Niet alle toneelteksten die in deze tijd in Amsterdam werden gedrukt en die bij Dirck Cornelisz Houthaeck verschenen zijn opgevoerd, maar wel de meeste. Houthaeck werkte met drukkers als Pieter Jansz Slijp en Paulus Matthijsz. Na 1640 liet hij zijn meeste uitgaven drukken door Nicolaes van Ravesteyn. Vanaf 1647 werkte hij veel samen met zijn zoon Tymon Houthaeck. 
Dirck Cornelisz Houthaeck overleed in 1658 en werd op 9 januari begraven in de Oude Kerk. Hij liet vier kinderen na, zijn jongste zoon Frans Dircksz Houthaeck is vermoedelijk voor 1658 overleden. Enkele maanden daarna overleed ook zijn oudste zoon Cornelis Dircksz Houthaeck. In 1666 bracht Dircks weduwe Grietje Gerritsen nog een herdruk van ‘Malle Jan tots boertige vrijerij’ uit onder het impressum ‘voor wed. D.C. Houthaak’. Naast zijn werk als boekbinder en uitgever was Houthaeck, net als zijn oudste drie zonen, als toneelspeler actief bij de Amsterdamse Schouwburg.

## Belangrijke uitgaven

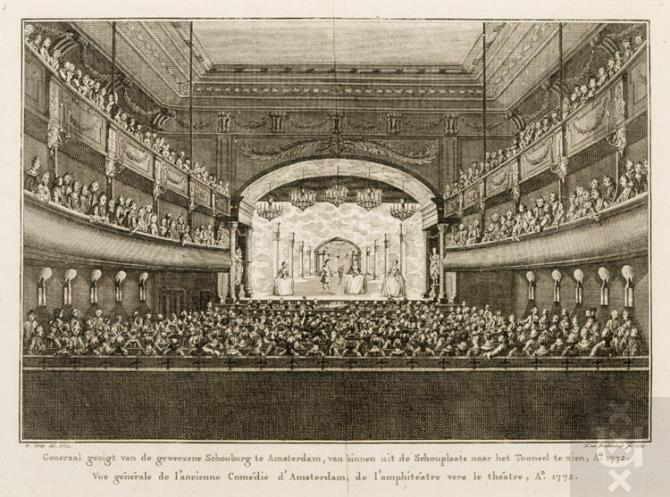
Amsterdamse Schouwburg (ca. 1772)

Dirck Cornelisz Houthaeck gaf toneelstukken, treur- en blydespellen uit voor de Amsterdamse Schouwburg. De werken die hij uitgaf waren uitsluitend in het Nederlands geschreven en betroffen vaak vertalingen van klassieke stukken. 
Houthaeck gaf onder andere de volgende werken uit: 
- Jacob Struys (1634), Romeo en Juliette

- Sophocles (1639), Elektra

- Joost van den Vondel (1641), Gysbrecht van Aemstel, d'ondergangh van zijn stad en zijn ballingschap.

- Theodore Rodenburg (1642), Casandra hertoginne van Bourgonje, en Karel Baldevs. Treur en bly-eynde-spel.

- Ovidius (1644), Metamorphosis, dat is verandering, of herschepping.

- Gerbrand Adriaansz Bredero (1647), Spaenschen Brabander Ierolimo.